# HNoMS Glaisdale (L44)
Le HNoMS Glaisdale (pennant number L44) est un destroyer d'escorte de classe Hunt de type III construit pour la Royal Navy et mis en service dans la Marine royale norvégienne, pendant la Seconde Guerre mondiale.

## Construction
Le HMS Glaisdale est commandé le 28 juillet 1940 dans le cadre du programme d'urgence de la guerre de 1940 pour le chantier naval de Cammell Laird Shipyard de Birkenhead en Angleterre sous le numéro J3269. La pose de la quille est effectuée le 4 février 1941, le Glaisdale est lancé le 5 janvier 1942 et mis en service le 12 juin 1942 pour la Marine royale norvégienne sous le nom de HNoMS Glaisdale.
Les navires de classe Hunt sont censés répondre au besoin de la Royal Navy d'avoir un grand nombre de petits navires de type destroyer capables à la fois d'escorter des convois et d'opérer avec la flotte. Les Hunt de type III se distinguent des navires précédents type I et II par l'ajout de 2 tubes lance-torpilles au milieu du navire. Pour compenser le poids des tubes lance-torpilles, seuls 2 supports de canons jumeaux de 4 pouces ont été installés, le canon en position "Y" a été retiré, le projecteur étant déplacé vers le pont arrière de l'abri en conséquence. Les Hunt de type III pouvaient être facilement identifiés car ils avaient une cheminée droite avec un sommet incliné et le mât n'avait pas de râteau. Quatorze d'entre eux ont vu leurs ailerons stabilisateurs retirés (ou non installés en premier lieu) et l'espace utilisé pour le mazout supplémentaire.
Le Hunt type III (comme le type II) mesure 80,54 m de longueur entre perpendiculaires et 85,34 m de longueur hors-tout. Le Maître-bau du navire mesure 9,60 m et le tirant d'eau est de 3,51 m. Le déplacement est de 1070 t standard et de 1510 t à pleine charge.
Deux chaudières Admiralty produisant de la vapeur à 2100 kPa (21 bar) et à 327 °C alimentent des turbines à vapeur à engrenages simples Parsons qui entraînent deux arbres d'hélices, générant 19 000 chevaux (14 000 kW) à 380 tr/min. Cela donne une vitesse de 27 nœuds (50 km/h) au navire. 281 t de carburant sont transportés, ce qui donne un rayon d'action nominale de 2 560 milles marins (4 740 km) (bien qu'en service, son rayon d'action tombe à 1 550 milles marins (2 870 km)).
L'armement principal du navire est de quatre canons de 4 pouces QF Mk XVI (102 mm) à double usage (anti-navire et anti-aérien) sur trois supports doubles, avec un support avant et deux arrière. Un armement antiaérien rapproché supplémentaire est fourni par une monture avec des canons quadruple de 2 livres "pom-pom" MK.VII et trois  canons Oerlikon de 20 mm Mk. III montés dans les ailes du pont,. Jusqu'à 110 charges de profondeur pouvaient être transportées , avec deux goulottes de charge en profondeur et quatre lanceurs de charge en profondeur constituent l'armement anti-sous-marin du navire. Le radar de type 291 et de type 285 sont installés, de même qu'une sonar de type 128,. Le navire avait un effectif de 168 officiers et hommes,.

## Histoire

### Seconde guerre mondiale

#### 1942
La construction est achevée le 12 juin 1942 et il sert sous le commandement de la Marine royale norvégienne, mais le navire est déployé opérationnellement dans une flottille de la Royal Navy.
Après des essais d'acceptation et sa mise en service, le Glaisdale est transféré à Scapa Flow en juin 1942, où il rejoint la Home Fleet et continue à être entièrement équipé, puis est transféré à Portsmouth. Il rejoint la 1re Division de destroyers pour effectuer des patrouilles côtières et des escortes dans la Manche et la zone des approches occidentales.
Le 13 octobre, le Glaisdale rejoint les destroyers Cottesmore (L78), Quorn (L66), Albrighton (L12) et HNoMS Eskdale pour intercepter le croiseur auxiliaire allemand Komet dans la Manche, qui est en route vers l'Atlantique pour attaquer les convois de navires marchands alliés. Le Komet est coulé par le feu combiné de l'artillerie du Eskdale et de deux torpilles du torpilleur MTB 236, à la position géographique de 49° 44′ N, 1° 32′ O, aucun membre d'équipage du croiseur n'a survécu,,.
Le Glaisdale participe ensuite à l'escorte de convois vers la Méditerranée pour approvisionner l'opération Torch, le débarquement allié en Afrique du Nord, jusqu'au 26 novembre. Il retourne aux opérations conjointes à Portsmouth plus tard,,.

#### 1943
Le Glaisdale, avec l'escadron de la flotte, poursuit ses opérations d'escorte dans la Manche et la zone d'accès ouest. Le 14 avril, le Glaisdale et son navire-jumeau (sister ship) Eskdale et cinq bateaux de pêche armés escortent le convoi PW232, lorsqu'ils sont attaqués par des torpilleurs allemands Schnellboote à 19 kilomètres au nord-sst de la péninsule de Lizard. Le Eskdale est touché par deux torpilles du torpilleur S90 et est immobilisé au milieu de la mer. Il coule à la position géographique de 50° 03′ N, 5° 46′ O après avoir reçu d'autres torpilles du torpilleur S112.
Le 9 octobre, le Glaisdale avec ses navires-jumeaux Wensleydale (L86) et Melbreak (L73) interceptent à nouveau un convoi ennemi au large d'Ouessant, coulant le dragueur de mines allemand (Minesweeper)M135 de l'escorte du convoi. Le Glaisdale est lui-même légèrement endommagé par les tirs d'artillerie des Schnellboote ennemi.

#### 1944
En mai 1944, le Glaisdale est transféré à la Force J pour participer à l'opération Neptune, les opérations navales pendant le débarquement en Normandie. Il s'entraîne avec des navires de guerre de la Force J, puis rejoint les Forces G et S pour les manœuvres générales finales avant de passer sur le Solent. En juin, elle rejoint les destroyers Kempenfelt (R03), Faulknor (H62), Venus (R50), Fury (H76), les destroyers canadiens Algonquin (R17) et Sioux (R64) et les destroyers d'escorte Bleasdale (L50), Stevenstone (L16) et le destroyer d'escorte français La Combattante qui sont déployés à Spithead, et affectés à l'appui des tirs côtiers aux sites de débarquement des secteurs Nan Green, Nan White et Nan Red,, .
Le 5 juin, le Glaisdale, ainsi que le Kempenfelt et le Bleasdale, rejoignent l'escorte du convoi J10 pour traverser les champs de mines pour atteindre la zone de débarquement au large de Juno Beach. Le 6 juin, il réalise un appui d'artillerie pour le débarquement sur les secteurs Nan, puis continue de fournir un soutien dans la région de Juno Beach avant d'être déployé dans la zone de la Force opérationnelle orientale le lendemain, en continuant les missions de protections et de patrouilles. Le 10 juin, il rencontre des Schnellbootes ennemis essayant de répandre des mines sur le site de débarquement,,.
Le 23 juin, le Glaisdal heurte une mine sonique au large de la zone de débarquement, causant de lourds dommages à son moteur tribord. Il se retire à Portsmouth le lendemain, examinant les dommages critiques et dans l'attente de réparations. Cependant, le 2 août, il est retiré de la Marine royale norvégienne et renvoyé en Grande-Bretagne. Le navire est retiré du service actif, mis dans la réserve et abandonné à Hartlepool jusqu'à la fin de la guerre.

### Après-guerre
En août 1946, le Glaisdale est vendu à la Norvège, et est renommé KNM Narvik le 23 octobre de la même année. Il est réaménagé à Chatham avant de servir de destroyer d'escorte pour la Marine royale norvégienne à partir de février 1947.
Le Narvik est réorganisé en frégate en 1956 et reste en service jusqu'en 1962, lorsque le navire est retiré de la liste active et plus tard vendu pour être démantelé en Norvège dans la même année.

### Honneurs de bataille
- ENGLISH CHANNEL 1942-44

### Commandement
- Thore Horve du 1er juin 1942 au 1er juin 1943
- Dagfinn Ellif Kjeholt du 1er juin 1943 au 12 juillet 1944